# Coupe de Biélorussie de football 2015-2016
 (décembre 2023).
Si vous disposez d'ouvrages ou d'articles de référence ou si vous connaissez des sites web de qualité traitant du thème abordé ici, merci de compléter l'article en donnant les références utiles à sa vérifiabilité et en les liant à la section « Notes et références ».
Navigation
Coupe de Biélorussie 2014-2015 Coupe de Biélorussie 2016-2017
La Coupe de Biélorussie 2015-2016 est la 25e édition de la Coupe de Biélorussie depuis la dissolution de l'URSS. Elle prend place entre le 23 mai 2015 et le 21 mai 2016, date de la finale au Stade Nioman de Hrodna.
Un total de 55 équipes prennent part à la compétition, cela inclut l'intégralité des clubs de la saison 2015 des trois premières divisions biélorusses à laquelle s'ajoutent cinq équipes amateurs ayant remporté leurs coupes régionales respectives, les qualifiant ainsi pour la coupe nationale.
La compétition suivant un calendrier sur deux années, contrairement à celui des championnats biélorusses qui s'inscrit sur une seule année, celle-ci se trouve de fait à cheval entre deux saisons de championnat ; ainsi pour certaines équipes promues ou reléguées durant la saison 2015, la division indiquée peut varier d'un tour à l'autre.
Le Torpedo Jodzina remporte sa première coupe nationale à l'issue de la compétition au détriment du BATE Borisov. Cette victoire permet au club de se qualifier pour le deuxième tour de qualification de la Ligue Europa 2016-2017 ainsi que pour l'édition 2017 de la Supercoupe de Biélorussie.

## Seizièmes de finale
Les équipes de la première division 2015 font leur entrée à ce tour. Les matchs aller sont joués entre le 16 et le 19 juillet 2015 tandis que les matchs retour sont joués le 1 et le 2 août 2015.
| Locaux                   | Score  | Visiteurs                 | Aller  | Retour |
| ------------------------ | ------ | ------------------------- | ------ | ------ |
| FK Baranavitchy (D2)     | 1 - 3  | (D1) Slavia Mazyr         | 1 - 1  | 0 - 2  |
| Dniepr Mahiliow (D2)     | 2 - 7  | (D1) Naftan Novopolotsk   | 0 - 4  | 2 - 3  |
| Homieltchygountrans (D2) | 3 - 4  | (D1) Belchina Babrouïsk   | 1 - 2  | 2 - 2  |
| FK Achmiany (D3)         | 2 - 8  | (D1) Granit Mikachevitchy | 1 - 3  | 1 - 5  |
| Dinamo Brest (D1)        | 5 - 4  | (D2) Biaroza-2010         | 3 - 1  | 2 - 3  |
| FK Kobryn (D2)           | 0 - 6  | (D1) FK Homiel            | 0 - 2  | 0 - 4  |
| Krumkachy Minsk (D2)     | 2 - 6  | (D1) FK Sloutsk           | 2 - 2  | 0 - 4  |
| FK Lida (D2)             | 3 - 5  | (D2) FK Smarhon           | 0 - 2  | 3 - 3  |
| FK Haradzeïa (D2)        | 0 - 2  | (D1) FK Minsk             | 0 - 0  | 0 - 2  |
| Khimik Svietlahorsk (D2) | 2 - 5  | (D1) Isloch Minsk Raion   | 0 - 2  | 2 - 3  |
| Retchytsa-2014 (D2)      | 0 - 6  | (D1) Nioman Hrodna        | 0 - 0  | 0 - 6  |
| Spartak Chklow (D3)      | 2 - 8  | (D1) BATE Borisov         | 2 - 1  | 0 - 7  |
| Volna Pinsk (D3)         | 1 - 5  | (D1) FK Vitebsk           | 1 - 3  | 0 - 2  |
| FK Orcha (D2)            | 1 - 16 | (D1) Torpedo Jodzina      | 0 - 5  | 1 - 11 |
| Slonim-2017 (D2)         | 2 - 18 | (D1) Chakhtior Salihorsk  | 1 - 10 | 1 - 8  |
| Dinamo Minsk (D1)        | 7 - 2  | (D2) Smaliavitchy-STI     | 2 - 0  | 5 - 2  |

## Huitièmes de finale
Les matchs aller sont joués entre le 8 septembre et le 21 novembre 2015 tandis que les matchs retour sont joués entre le 15 et le 30 novembre 2015.
| Équipe 1                | Score  | Équipe 2                  | Aller | Retour |
| ----------------------- | ------ | ------------------------- | ----- | ------ |
| FK Minsk (D1)           | 4E - 4 | (D1) Slavia Mazyr         | 2 - 1 | 2 - 3  |
| Naftan Novopolotsk (D1) | 3 - 2  | (D1) Dinamo Brest         | 3 - 1 | 0 - 1  |
| FK Vitebsk (D1)         | 2 - 4  | (D1) Chakhtior Salihorsk  | 1 - 1 | 1 - 3  |
| FK Homiel (D1)          | 0 - 5  | (D1) FK Sloutsk           | 0 - 3 | 0 - 2  |
| FK Smarhon (D2)         | 1 - 9  | (D1) Torpedo Jodzina      | 0 - 5 | 1 - 4  |
| Belchina Babrouïsk (D1) | 4 - 1  | (D2) Isloch Minsk Raion   | 3 - 0 | 1 - 1  |
| BATE Borisov (D1)       | 8 - 1  | (D1) Granit Mikachevitchy | 5 - 0 | 3 - 1  |
| Dinamo Minsk (D1)       | 2 - 1  | (D1) Nioman Hrodna        | 1 - 1 | 1 - 0  |

## Quarts de finale
Les matchs aller sont joués les 19 et 20 mars 2016 tandis que les matchs retour sont joués le 6 avril 2016.
| Équipe 1                | Score | Équipe 2                 | Aller | Retour   |
| ----------------------- | ----- | ------------------------ | ----- | -------- |
| FK Minsk (D1)           | 2 - 0 | (D1) Chakhtior Salihorsk | 2 - 0 | 0 - 0    |
| BATE Borisov (D1)       | 3 - 0 | (D1) FK Sloutsk          | 1 - 0 | 2 - 0    |
| Dinamo Minsk (D1)       | 1 - 2 | (D1) Torpedo Jodzina     | 1 - 0 | 0 - 2 ap |
| Naftan Novopolotsk (D1) | 2 - 1 | (D1) Belchina Babrouïsk  | 1 - 1 | 3 - 1 ap |

## Demi-finales
Les matchs aller sont joués le 20 avril 2016 tandis que les matchs retour sont joués le 4 mai 2016.
| Équipe 1                | Score  | Équipe 2          | Aller | Retour |
| ----------------------- | ------ | ----------------- | ----- | ------ |
| Naftan Novopolotsk (D1) | 2 - 2E | (D1) BATE Borisov | 2 - 2 | 0 - 0  |
| Torpedo Jodzina (D1)    | 2 - 1  | (D1) FK Minsk     | 1 - 1 | 1 - 0  |

## Finale
Tenant du titre, le BATE Borisov dispute sa septième finale de coupe depuis 2002 tandis que le Torpedo Jodzina atteint ce stade pour la deuxième fois après sa défaite de 2010. Ce dernier l'emporte finalement à l'issue de la séance de tirs au but sur le score de 3-2 après un match nul 0-0 et remporte ainsi la coupe pour la première fois de son histoire.
| Titulaires :           |                    |      |
|                        |                    |      |
| 16                     | Sergey Chernik     |      |
| 15                     | Maksim Zhavnerchik |      |
| 19                     | Nemanja Milunović  |      |
| 4                      | Kaspars Dubra      |      |
| 33                     | Denis Poliakov     |      |
| 77                     | Iouri Kendych      | 108e |
| 17                     | Alekseï Rios       | 82e  |
| 10                     | Mirko Ivanić       |      |
| 5                      | Evgeni Yablonski   |      |
| 22                     | Igor Stasevich     |      |
| 62                     | Mikhaïl Gordeïchuk | 115e |
|                        |                    |      |
| Remplaçants :          |                    |      |
| 42                     | Maksim Volodko     | 82e  |
| 8                      | Aleksandr Volodko  | 108e |
| 11                     | Dmitri Antilevski  | 115e |
|                        |                    |      |
| Entraîneur :           |                    |      |
| Aliaksandr Yermakovich |                    |      |

| Titulaires :     |                       |      |
|                  |                       |      |
| 23               | Valeri Fomitchev      |      |
| 6                | Alekseï Pankovets     |      |
| 21               | Valeri Kharchakevitch |      |
| 18               | Vladimir Chtcherbo    |      |
| 2                | Artem Chelyadinski    |      |
| 30               | Pavel Tcheliadko      | 91e  |
| 13               | Maksim Skavych        |      |
| 7                | Serhiy Chapoval       |      |
| 28               | Yevhen Choumak        |      |
| 17               | Anton Holenkov        | 115e |
| 97               | Vadim Demidovitch     | 80e  |
|                  |                       |      |
| Remplaçants :    |                       |      |
| 77               | Vitali Kvachouk       | 80e  |
| 4                | Ievgueni Klopotski    | 91e  |
| 90               | Denis Trapachko       | 115e |
|                  |                       |      |
| Entraîneur :     |                       |      |
| Igor Kriouchenko |                       |      |

| Titulaires :           |                    |      |
|                        |                    |      |
| 16                     | Sergey Chernik     |      |
| 15                     | Maksim Zhavnerchik |      |
| 19                     | Nemanja Milunović  |      |
| 4                      | Kaspars Dubra      |      |
| 33                     | Denis Poliakov     |      |
| 77                     | Iouri Kendych      | 108e |
| 17                     | Alekseï Rios       | 82e  |
| 10                     | Mirko Ivanić       |      |
| 5                      | Evgeni Yablonski   |      |
| 22                     | Igor Stasevich     |      |
| 62                     | Mikhaïl Gordeïchuk | 115e |
|                        |                    |      |
| Remplaçants :          |                    |      |
| 42                     | Maksim Volodko     | 82e  |
| 8                      | Aleksandr Volodko  | 108e |
| 11                     | Dmitri Antilevski  | 115e |
|                        |                    |      |
| Entraîneur :           |                    |      |
| Aliaksandr Yermakovich |                    |      |

| Titulaires :     |                       |      |
|                  |                       |      |
| 23               | Valeri Fomitchev      |      |
| 6                | Alekseï Pankovets     |      |
| 21               | Valeri Kharchakevitch |      |
| 18               | Vladimir Chtcherbo    |      |
| 2                | Artem Chelyadinski    |      |
| 30               | Pavel Tcheliadko      | 91e  |
| 13               | Maksim Skavych        |      |
| 7                | Serhiy Chapoval       |      |
| 28               | Yevhen Choumak        |      |
| 17               | Anton Holenkov        | 115e |
| 97               | Vadim Demidovitch     | 80e  |
|                  |                       |      |
| Remplaçants :    |                       |      |
| 77               | Vitali Kvachouk       | 80e  |
| 4                | Ievgueni Klopotski    | 91e  |
| 90               | Denis Trapachko       | 115e |
|                  |                       |      |
| Entraîneur :     |                       |      |
| Igor Kriouchenko |                       |      |